# نسیم ابوالقاسم

نسيم ابوالقاسم متولد تهران هشتم مرداد ماه شصت در محله منظریه مجسمه ساز ایرانی است. او با شماره عضویت ٤٦٢ از سال ۱۳۸۵ عضو انجمن مجسمه سازان ایران هست .

 لیسانس ادبیات و زبان انگلیسی خود را در سال ۱۳۸۰ در تهران دریافت کرده است . 
 حضور در کلاسهای آزاد نقاشی ، مجسمه سازی طراحی داخلی در دانشگاه تهران .

نیز حدود بیست سال هست که تا به امروز زیر نظر پروفسور بهروز دارش در کارگاه مجسمه سازی دارش مشغول به
فعالیت هستن.

#### . شرکت در نمایشگاه گروهی ورسوس، تهران، ایران  . شرکت در دومین دو سالانه مجسمه های شهری برنده جایزه اول ، تهران، ایران . شرکت در پنجمین دو سالانه مجسمه های شهری، تهران، ایران . شرکت در سومین دو سالانه مجسمه های فضای شهری تهران ایران . شرکت در ششمین دوره چهار سویه خیال تهران ایران  . شرکت در دوازدهمین نمایشگاه مجسمه های کوچک تهران ایران . شرکت در نمایشگاه هنر برای صلح، تهران، ایران . شرکت در نمایشگاه گروهی سه نسل از مجسمه سازان ایرانی، تهران، ایران . شرکت در دهمین نمایشگاه سالانه مجسمه های کوچک ایران، تهران، ایران  .  شرکت در نمایشگاه گروهی سفارت بلژیک
نسیم در مورد آثارش در این مجموعه چنین می گوید:   عمده آثار خلق شده در این مجموعه متکثر است و تمایل به صحن هنرپردازی و مناسبات فی ما بین المانهای بصری، فضا، نور و رنگ دارد، نوعی زندگی را نشان می دهد و بیننده باید به آنها توجه نماید. هنرمند می خواهد احساسات بیننده را تحت تاثیر الما نهای بصری و فضاهای خود قرار دهد و با واقعی تهای جاری کمتر رابطه دارد. روابطی از فرم، اندازه ، فضا و نور که بیننده را به خیالات خود رهنمون مینماید.  در عین حال آثار حداقل گرا می باشد. نهایتا آثار دلبستگی ها و مکنونات قلبی هنرمند را نشان میدهد.